# دیسکورو اس. رابور
دیسکورو اس. رابور (انگلیسی: Dioscoro S. Rabor; ۱۸ مهٔ ۱۹۱۱ – ۲۵ مارس ۱۹۹۶) دانشمند در زمینه پرنده‌شناسی اهل فیلیپین بود.
وی همچنین برندهٔ جوایزی همچون کمک‌هزینه گوگنهایم و برنامه فولبرایت شده‌است.